# François-Frédéric de Béon
Pour les articles homonymes, voir Béon.
François-Frédéric de Béon, comte de Béon, né le 5 février 1754 à Mirande, mort le 12 août 1802 à la Trinité-sous-le-Vent (Trinité-et-Tobago), est un officier français, émigré sous la Révolution française.

## Biographie
Fils de Francois IV, comte de Béarn-Béon La Palu (1703-1773), capitaine au régiment de Boulonnais et d'Anne de Puyberail de Troncens, épousée le 20 juin 1735 au château de Troncens, fille d'Annet et de Paule de Monlezun de Saint-Lary, il a pour parrain Charles II Frédéric de Montmorency-Luxembourg.
Il épouse le 22 janvier 1776 Marie-Magdeleine-Charlotte de Béon de Massès de Cazaux, nièce du bailli de Montauroux, qui fut en 1782 « une des dames pour accompagner » Madame Adélaïde de France,.

### Ancien régime
François-Frédéric de Béarn-Béon,,, seigneur de Lapalu, fut capitaine au régiment du Roi cavalerie en 1772, année au cours de laquelle il passe enseigne à la troisième compagnie française de la garde du corps du roi, puis sous-lieutenant de 1785 à 1791 (mestre de camp en 1787, colonel depuis 1789).
En 1780, il a les honneurs de la Cour, après avoir fait ses preuves (de noblesse), pour monter dans les carrosses du roi,. Il fait partie des membres de l'ordre de la noblesse à l'assemblée provinciale de la généralité d'Auch en 1787.

### Émigration
Il émigre sous la Révolution en 1791 et se rend à Coblence où il devient colonel propriétaire en 1793 d'un régiment de l'armée des émigrés à son nom, nommé « Légion de Béon » formé de quelque 800 gentilshommes (dont 200 hussards) pour combattre les troupes de la Convention, pendant la campagne de Hollande, au service des Provinces-Unies puis, en 1795, au service de l'Angleterre.
Il commanda en 1795 l'infanterie de la Légion de Béon lors de l'expédition de Quiberon.

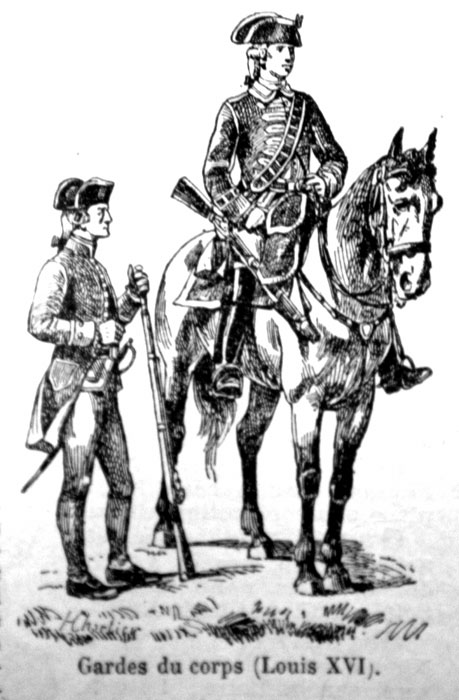
Représentation des gardes du corps du roi, sous Louis XVI.

## Distinctions
- Chevalier de Saint-Lazare en 1788[14],[2].
- Chevalier de Saint-Louis[5]

## Sources
- Robert Grouvel, Les corps de troupe de l'émigration, 3 volumes, La Sabretache, Paris, 1961-1965.
- Henri Gabriel O'Gilvy et Pierre Jules de Bourrousse de Laffore, Nobiliaire de Guienne et de Gascogne : Revue des familles d'ancienne chevalerie ou anoblies de ces provinces, antérieures à 1789, avec leurs généalogies et armes, t. III, Paris, Dumoulin, 1860, 626 p. (lire en ligne), p. 265-337 - Add. 562-574.
- Annuaire de la noblesse 1876,